# Баракзаи, Разия
Разия Баракзай (род. 1995, Афганистан) — афганская активистка, борющаяся за права женщин. В 2021 году она была названа одной из 100 женщин по версии Би-би-си за руководство первыми женскими протестами против Талибана в августе 2021 года после того, как Талибан захватил власть в Афганистане в начале того же месяца.

## Ранняя жизнь и образование
Баракзай родилась в провинции Фарах. Она была единственным ребёнком в семье пуштунов; её мать была домохозяйкой, а отец — командиром Афганских сил безопасности. Она училась в Гератском университете, где изучала политологию, и получила степень магистра в Кабульском университете.

## Карьера
В конце 2010-х годов Баракзай была единственной кормилицей своей семьи. Она работала профессором университета в Кабуле и в Независимой избирательной комиссии Афганистана в президентском дворце. За время её работы в комиссии было одобрено пять предложенных ею проектов, включая предложения по созданию парков мира в провинциях Герат и Нангархар, а также создание онлайн-систем, с помощью которых пользователи могли бы подавать жалобы и петиции правительству. В президентском дворце она работала до 15 августа 2021 года, когда всех работников попросили покинуть здание в целях их же безопасности; позднее в тот же день талибы захватили здание.

## Активизм
16 августа 2021 года, после захвата Афганистана талибами, Баракзай и две другие женщины возглавили первые женские протесты против нового правительства на площади Занбак, недалеко от президентского дворца. Её арестовали и избили. Баракзай запустила в Интернете хэштег #AfghanWomenExist, с ним можно было организовывать очные демонстрации. Она продолжила участвовать в протестах в сентябре 2021 года после заявлений о том, что женщины не смогут занимать должности в новом правительстве. Во время этих протестов, по её сообщениям, силы Талибана били её по голове, а для разгона протестующих применяли слезоточивый газ и перцовые баллончики.
Баракзай и другие онлайн-организаторы объявили 10 октября 2021 года Всемирным днем солидарности женщин с афганками. В декабре 2021 года Баракзай приняла участие в протестах, посвящённых правам женщин на труд и учёбу, а также необходимости получения финансовой помощи.
К концу 2021 года Баракзай бежала из Афганистана из-за смертельных угроз со стороны Талибана. Сначала она отправилась в иранский Мешхед, но переехала, когда поняла, что за ней всё ещё ведется наблюдение. Она продолжала переезжать, получая смертельные угрозы.
В начале ноября 2022 года Баракзай помогла организовать кампанию по написанию писем, направленных в Совет Безопасности ООН, с призывами к Совету принять меры для оказания помощи афганкам. Она раскритиковала заместителя Генерального секретаря ООН Амину Мохаммед и специального посланника США по делам афганских женщин, девочек и правам человека Рину Амири за встречи с представителями Талибана и за допущения, что Талибан может быть признан законным правительством Афганистана.
По состоянию на июль 2023 года Баракзай жила в Пакистане с родственниками. Она поддерживала связь с активистами в Афганистане и продолжала выступать против политики Талибана, например, против закрытия женских салонов красоты.